# 罗杰·托雷诺
罗杰·约翰·托雷诺（英語：Roger John Traynor，1900年2月12日—1983年5月14日），美国著名法学家，第23任加利福尼亚州首席大法官（1964年-1970年），1940年－1964年任加州最高法院大法官。 此前，他还担任过时任加州检察总长厄尔·沃伦的副检察长，以及加州大学伯克利分校法学院的执行院长（Acting Dean）、教授。 托雷诺生前被广泛誉为是美国最富创造力、最具影响力的法官及法学家之一。
作为一名在受人尊敬的法学家，托雷诺以其自由主义和行动主义的思想而闻名，在他30年的加州大法官生涯中，托雷诺见证了加州以及全美国的人口激增、社会进步以及政府改革。他的信念之一（依据他的传记作家爱德华·怀特）就是“政府存在感的增加在当时美国人民的生活中是必需的也是有益的。” 从加州最高法院退休后，托雷诺在加州大学哈斯汀法学院担任法学教授直至去世。